# 1981 في بوليفيا
فيما يلي قوائم الأحداث التي وقعت خلال عام 1981 في بوليفيا.

## سياسة

### تعيين في المنصب
- 4 سبتمبر – سلسوه توريليو قائمة رؤساء بوليفيا.

### انتهاء فترة المنصب
- 4 أغسطس – لويس غارسيا ميزا تيجادا قائمة رؤساء بوليفيا.

## رياضة
- 1 يناير – بطولة أمريكا الجنوبية لألعاب القوى 1981

## مواليد

### مارس
- 11 مارس – ميغيل أنخيل هويوس لاعب كرة قدم بوليفي.

### أبريل
- 20 أبريل – رونالد رالديس لاعب كرة قدم بوليفي.[1]

### مايو
- 29 مايو – هوراسيو غالاردو درّاج طريق بوليفي.

### أغسطس
- 17 أغسطس – ساشا ليما لاعب كرة قدم بوليفي.[2]

### أكتوبر
- 2 أكتوبر – خوليو سيزار كورتيز لاعب كرة قدم بوليفي.

### نوفمبر
- 4 نوفمبر – إنريكي بارادا لاعب كرة قدم بوليفي.[3]